# Toivo Loukola
Toivo Loukola, född 2 oktober 1902 i Kortesjärvi, död 10 januari 1984 i Helsingfors, var en finländsk friidrottare.
Loukola blev olympisk mästare på 3000 meter hinder vid olympiska sommarspelen 1928 i Amsterdam.